# Engeløya
Engeløya è un'isola norvegese situata nella parte settentrionale della municipalità di Steigen, nella contea di Nordland.
L'isola ha un'estensione di 69 km² ed ha il suo più elevato punto nel monte Trohornet, collina che raggiunge i 649 m di altezza. L'isola, rocciosa e montuosa, è caratterizzata da pendii erbosi fertili e possiede alcuni dei migliori terreni agricoli nel comune. L'isola si trova all'ingresso del Sagfjorden, fiordo situato a sud e nelle immediate vicinanze dell'isola di Lundøya.
Engeløya è collegata alla costa via terra, grazie agli Engeløybruene, due ponti a sbalzo in calcestruzzo completati nel 1978, e via aerea, grazie all'aeroporto di Engeløy, inaugurato nel 2010, sito nei pressi dell'abitato di Grådussan, sulla punta nord-occidentale dell'isola.
Tra le architetture più rilevanti si segnala la Steigen kirke, chiesa parrocchiale della Chiesa di Norvegia, completata intorno all'anno 1250, ubicata nel piccolo villaggio di Steigen, sul lato sud-occidentale dell'isola.
Il nome Engeløya si traduce in lingua italiana come "Isola degli angeli".
Vicino a Steigen, nel corso della seconda guerra mondiale, venne costruita la batteria Dietl, artiglieria costiera parte del Vallo Atlantico realizzata dalla Kriegsmarine, la marina militare tedesca del periodo, costituita da 3 torri ognuna armata con un pezzo da 406/50 e destinata alla difesa dell'accesso ovest del fiordo di Narvik.

## Galleria d'immagini

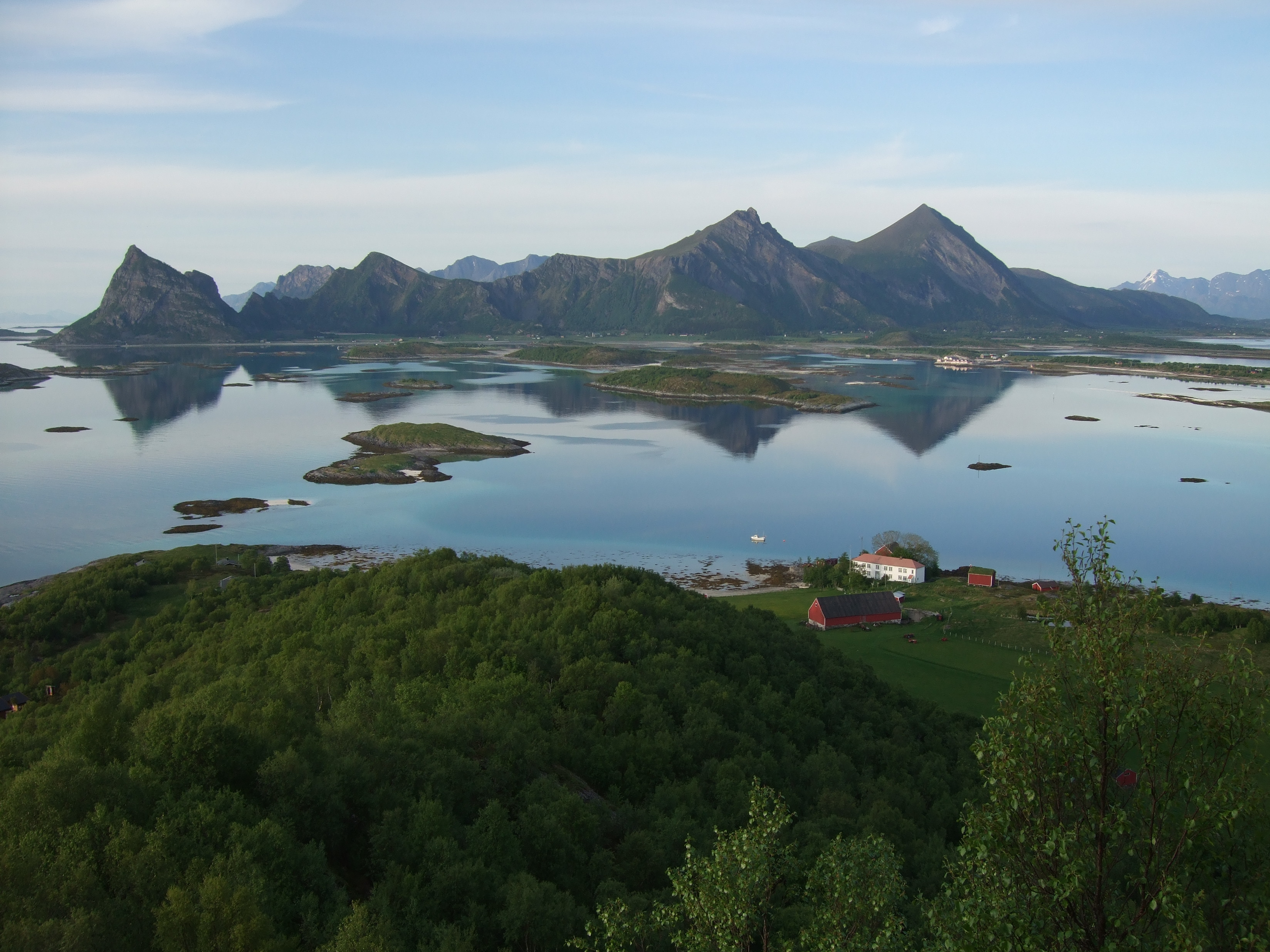
Engeløya in secondo piano
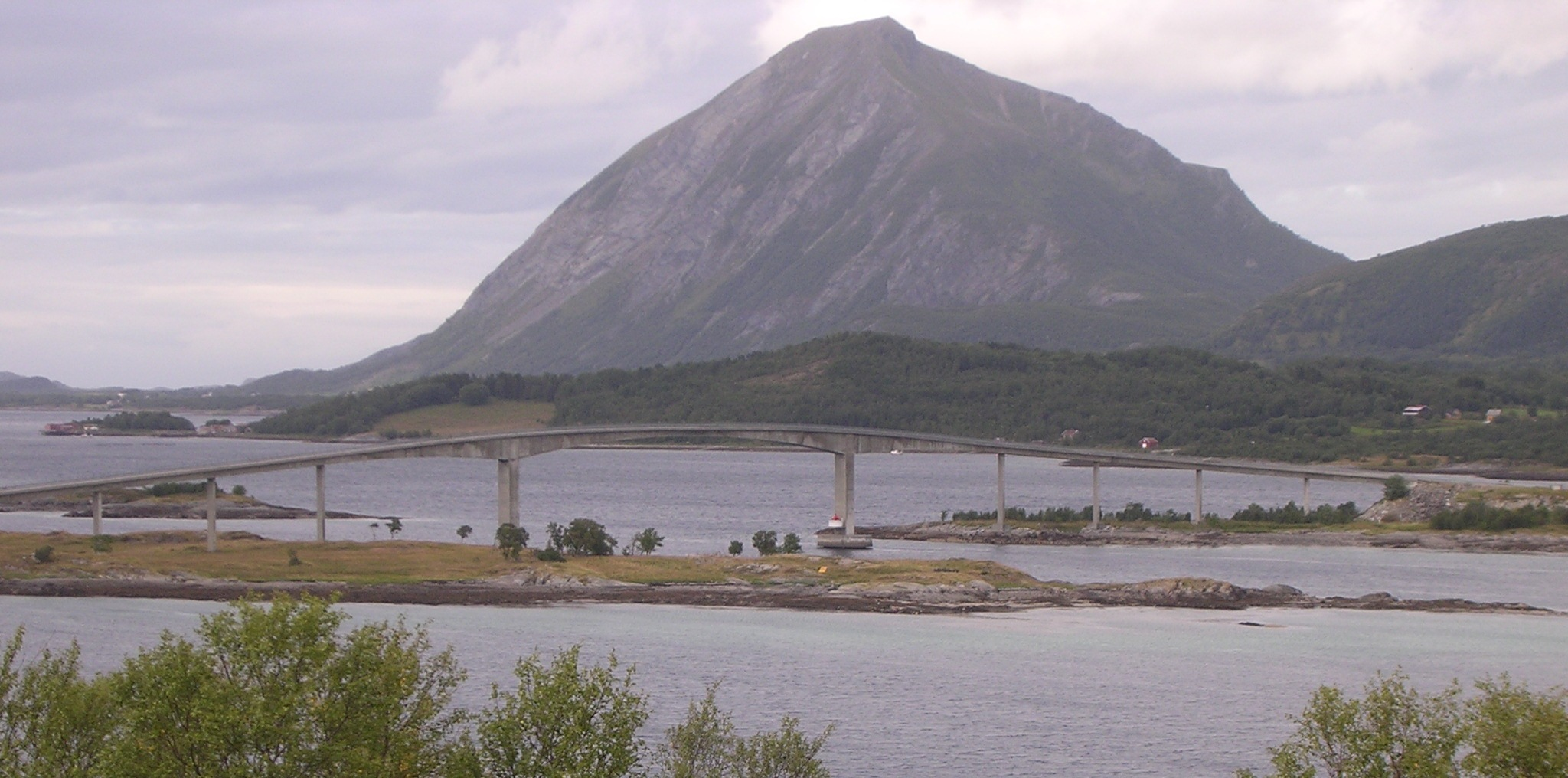
Uno dei ponti che collegano Engeløya alla costa
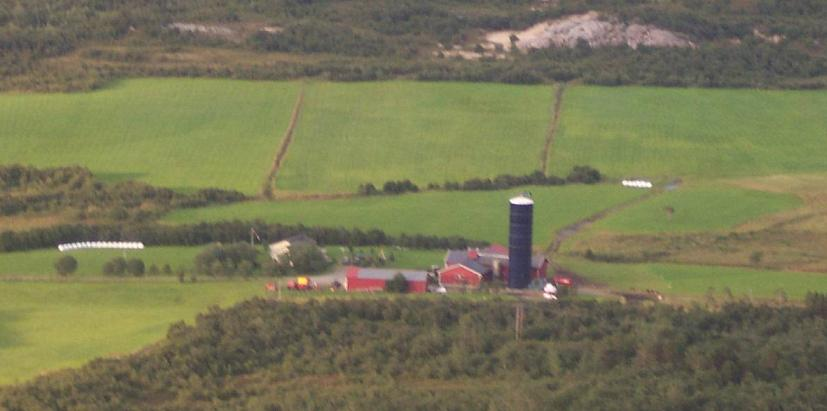
Fattoria ad Engeløya